# Dorothea Dieckmann

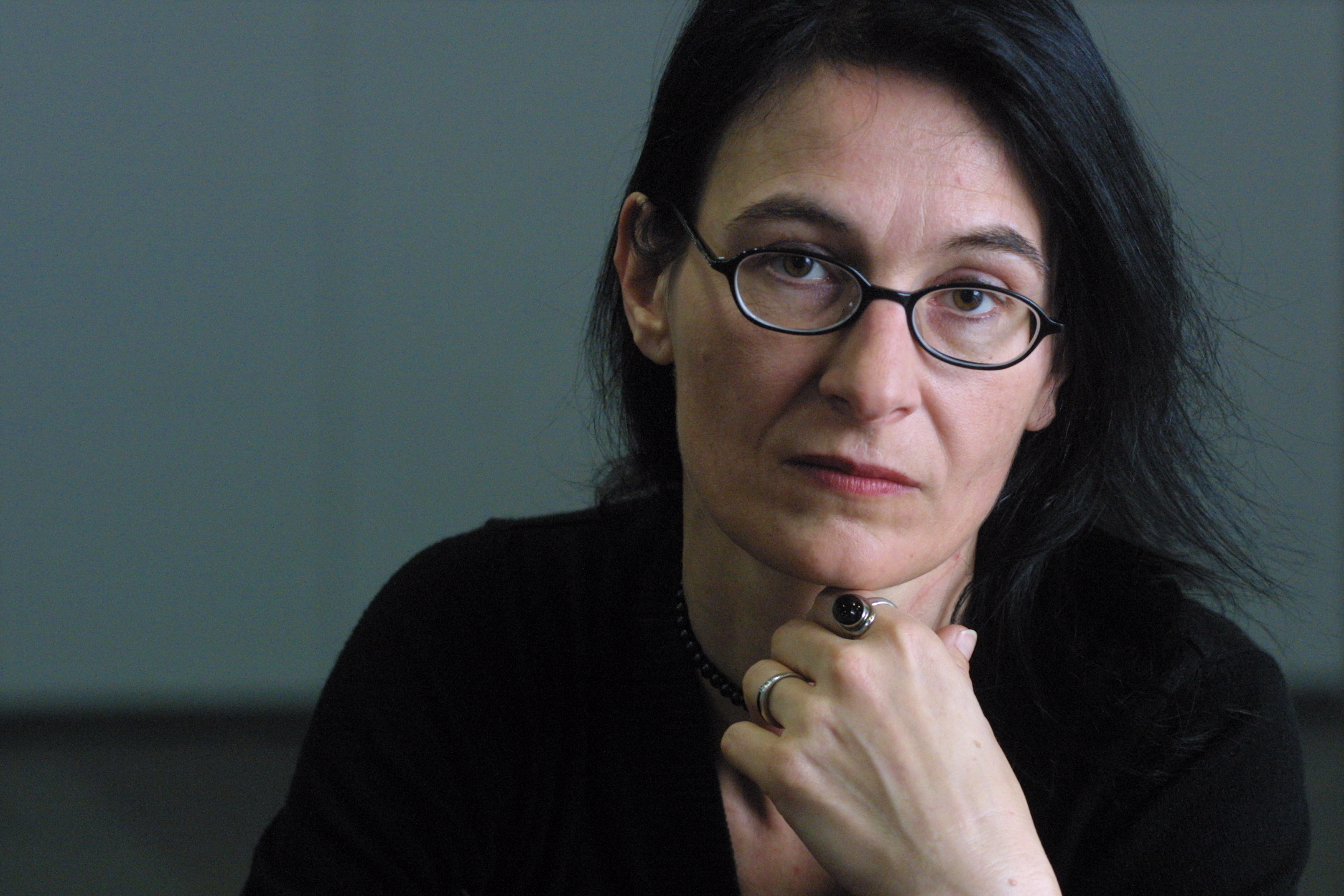
Dorothea Dieckmann (2002)

Dorothea Dieckmann (* 18. Dezember 1957 in Freiburg im Breisgau) ist eine deutsche Schriftstellerin, Kritikerin und Übersetzerin.

## Leben
Dorothea Dieckmann wuchs bei Esslingen am Neckar auf. Sie studierte Germanistik und Philosophie in Köln und Hamburg und absolvierte in der Hansestadt Hamburg das Referendariat. Von 1985 bis 1993 lebte sie auf dem Land in Niedersachsen, wo sie als Lehrerin arbeitete und 1986 ihre Tochter geboren wurde, sowie in Rom. Nach weiteren Jahren in Hamburg zog sie 2010 ins Schweizer Engadin und 2012 nach Tübingen; heute lebt sie in der Nähe von Freiburg. Seit 1992 arbeitet sie als freie Schriftstellerin.

## Werk
Ihre schriftstellerische Tätigkeit umfasst erzählerische Werke und Essays sowie Übersetzungen. Daneben arbeitet sie als Kritikerin und Essayistin für Printmedien und Rundfunkanstalten. Seit 1991 veröffentlicht sie ihre Texte in Literaturzeitschriften und Anthologien. 2004 nahm sie am Ingeborg-Bachmann-Wettbewerb in Klagenfurt teil.
Aufmerksamkeit erregte ihr erstes Buch Unter Müttern, das sich durch den Untertitel als „Schmähschrift“ ausweist, durch die Kritik an der Kontrollmacht der Mütter sowie der emotionalen Vereinnahmung der Kinder. Nicht weniger provozierend geriet ihr zweites Buch Kinder greifen zur Gewalt. In ihrem Essay Sprachversagen hält sie der aktuellen Literatur eine Selbstauslieferung an den Markt vor und setzt ihr eine Poetik der Scham und des Widerstands entgegen.
Nach den poetischen Skizzen Wie Engel erscheinen und der symmetrisch gebauten Novelle Die schwere und die leichte Liebe über eine Frau und zwei Männer, wandte sich die Autorin mit Belice im Männerland. Eine wahre Geschichte surrealistischen bzw. märchenhaften Darstellungsformen zu; das Buch nimmt Bezug auf den Kinderbuchklassiker Alice im Wunderland von Lewis Carroll. In seiner Rezension des Romans Damen & Herren schrieb Reinhard Baumgart, „dass sie unter den übersehenen oder verkannten Autorinnen heute, neben so vielen überschätzten, zu den allerbesten gehört.“ Der Roman Termini macht die Stadt Rom zum Schauplatz der dantesken Höllenfahrt eines Journalisten anlässlich des Erich-Priebke-Prozesses im Jahr 1996. In der Erzählung Harzreise entfaltet sie das Andenken an ihren Vater im Medium des Landschaftsbildes.
Der Roman Guantánamo wurde in fünf Sprachen übersetzt und schildert aus der Innensicht die fortschreitende Dissoziation eines der über 600 Gefangenen in Guantánamo. Während die internationale Kritik positiv reagierte, wurde der Text von der Jury des Bachmannpreises als „erborgte Tragödie“ eingeschätzt. In einer späteren Vorlesung an der TU Dresden rechtfertigte Dieckmann ihren Versuch einer auf Recherche gegründeten Fiktion zu einer Zeit, als dieses Gefangenenlager noch kaum öffentliche Beachtung gefunden hatte. Der Roman wurde für das Theater adaptiert und dieses Stück wurde 2006 uraufgeführt.

## Auszeichnungen
- 1990: Hamburger Förderpreis für Literatur
- 1997: Stipendienaufenthalt in Schloß Wiepersdorf
- 1998: Marburger Literaturpreis für Die schwere und die leichte Liebe
- 2004: Stipendium der International Writer’s Colony, Ledig House, Ghent/NY
- 2004: Teilnahme am Ingeborg-Bachmann-Wettbewerb
- 2007: Gast beim P.E.N. World Voices Festival of International Literature New York
- 2008: Stipendium durch Deutscher Literaturfonds, Darmstadt, für den Roman Termini
- 2009: Dresdner Stadtschreiberin[10]
- 2015: Stipendium des Landes Oberösterreich – Salzamt Linz[11]
- 2016, 2017: Zwei Arbeitsstipendien im Projekt "Salem2Salem", Schloss Salem, Bodenseekreis, im August 2016 und Salem (Village, New York), im August 2017[12]

## Publikationen

### Romane
- Damen & Herren. Klett-Cotta, Stuttgart 2002, ISBN 978-3-608-93325-3.
- Guantánamo. Klett-Cotta, Stuttgart 2004, ISBN 978-3-608-93599-8.
- Termini. Klett-Cotta, Stuttgart 2009, ISBN 978-3-608-93660-5.

### Literarische Prosa
- Wie Engel erscheinen. Rotbuch, Hamburg 1994, ISBN 3-88022-809-4. Neuauflage osbert+spenza, Immenstaad 2025, ISBN 978-3-947941-06-3.
- Die schwere und die leichte Liebe. Novelle, Berlin Verlag, Berlin 1996, ISBN 3-8270-0207-9.
- Belice im Männerland. Eine wahre Geschichte. Berlin Verlag, Berlin 1997, ISBN 3-8270-0219-2.
- Harzreise. Eine Erzählung. Weissbooks, Frankfurt am Main 2008, ISBN 978-3-940888-31-0.
- Kirschenzeit. Faber & Faber, Leipzig 2019, ISBN 978-3-86730-136-7.
- Das Land mit seinen Kindern. Ein Nachtbrief. Arco Verlag, Wien 2021, ISBN 978-3-96587-023-9.

### Lyrik
- Sommer in Dresden. Ein Gedicht. Verlag Ulrich Keicher, Warmbronn 2017.

### Sachbücher
- Unter Müttern. Eine Schmähschrift. Rowohlt Berlin Verlag, Berlin 1993, ISBN 3-87134-071-5.
- Kinder greifen zur Gewalt. Essay. Rotbuch Verlag, Hamburg 1994, ISBN 3-88022-345-9.
- Sprachversagen. Essay. Droschl, Graz 2002, ISBN 978-3-85420-593-7.

### Übersetzungen
- Ernesto Grassi: Die unerhörte Metapher. Athenäum Verlag, 1992, ISBN 3-445-08569-2.
- Pier Paolo Pasolini: Reisen in 1001 Nacht. Corso Verlag, Hamburg 2011, ISBN 3-86260-013-0.
- Pier Paolo Pasolini: Afrika, letzte Hoffnung. Corso, Hamburg 2011, ISBN 3-86260-032-7.
- Giovanni Cocco, Amneris Magella: Die Toten der Villa Cappelletti. Rowohlt, Reinbek 2014, ISBN 978-3-499-23398-2.
- Pinar Selek: Weil sie Armenier sind. (Parce qu’ils sont Arméniens). Orlanda Verlag, Berlin 2015, ISBN 3-944666-18-6.